# ریوسوسیو (کالداس)
ریوسوسیو (کالداس) (به اسپانیایی: Riosucio, Caldas) یک سکونتگاه مسکونی در کلمبیا است که در بخش کالداس واقع شده‌است.

## خصوصیات
ریوسوسیو ۴۲۹٫۱ کیلومترمربع مساحت و ۵۷٬۲۲۰ نفر جمعیت دارد و ۱٬۷۸۳ متر بالاتر از سطح دریا واقع شده‌است.